# Bagrat al III-lea al Georgiei
Bagrat al III-lea (georgiană ბაგრატ III) (n. cca. 960 – d. 7 mai 1014) a fost rege al Abhaziei din 978 (ca Bagrat al II-lea) și rege al Georgiei din 1008. Ca și alți monarhi georgieni, el a fost cunoscut cu titlul monarhic „მეფე” (mepe).
El a unit cele două titluri prin succesiune dinastică și, de-a lungul cuceririlor și negocierilor diplomatice, a inclus mai multe teritorii regatului, astfel devenind primul rege unificator din monarhia georgiană. Înainte ca Bagrat să fie încoronat ca rege, el a mai domnit ca dinast în Kartli din 976 până în 978.
El a ctitorit Catedrala Bagrati din Kutaisi, estul Georgiei. Ruinele catedralei sunt înscrise în Patrimoniul Mondial UNESCO.